# Gornja Rovca Bulatovići
Gornja Rovca Bulatovići (cyr. Горња Ровца Булатовићи) – wieś w Czarnogórze, w gminie Kolašin. W 2011 roku liczyła 85 mieszkańców.